# Andrzej Walewski
Andrzej Jan Walewski (ur. 25 listopada 1944, zm. 14 kwietnia 2025) – polski inżynier i urzędnik państwowy, w latach 1989–1997 podsekretarz stanu w Ministerstwie Ochrony Środowiska, Zasobów Naturalnych i Leśnictwa oraz główny inspektor ochrony środowiska.

## Życiorys
Absolwent studiów z nauk przyrodniczych na Uniwersytecie Mikołaja Kopernika w Toruniu oraz z inżynierii sanitarnej i wodnej na Politechnice Warszawskiej. Uzyskał uprawnienia techniczne do projektowania i wykonywania urządzeń gospodarki wodno-ściekowej. Pracował jako inżynier urządzeń ochrony środowiska, później przeszedł do administracji państwowej.
Od 30 września 1989 do 18 listopada 1997 pełnił funkcję podsekretarza stanu w Ministerstwie Ochrony Środowiska, Zasobów Naturalnych i Leśnictwa oraz głównego inspektora ochrony środowiska, inicjując powstanie Państwowej Inspekcji Ochrony Środowiska. Zasiadł też w radzie nadzorczej Narodowego Funduszu Ochrony Środowiska i Gospodarki Wodnej (od 1995 do 1997 wiceprezes) oraz radzie Banku Ochrony Środowiska (od 1993 do 1997 wiceprezes). W późniejszym okresie został członkiem zespołu programowego ds. zarządzania środowiskiem w Sojuszu Lewicy Demokratycznej. Założył także przedsiębiorstwo zajmujące się projektami i doradztwem ekologicznym w zakresie systemów wodno-ściekowych.
W 2000 otrzymał Krzyż Kawalerski Orderu Odrodzenia Polski.
Zmarł 14 kwietnia 2025. Pochowany na Cmentarzu Komunalnym we Włocławku (44A/1/13).